# ベルナルド・セプルベダ・アモール
ベルナルド・セプルベダ・アモール（スペイン語: Bernardo Sepúlveda Amor, 1941年12月14日 - ）は、メキシコシティ出身の法学者、政治家、外交官である。2012年から2015年まで国際司法裁判所の副所長を務めた。セプルベダ以下が姓である。

## 経歴
1941年12月14日にメキシコシティで生まれる。メキシコ国立自治大学で法学を学び（1964年法学士）、その後イギリスのケンブリッジ大学へと進み国際法を専門とした（1966年法学修士）。
エル・コレヒオ・デ・メヒコにて国際法や国際組織の教授を務め、メキシコ国立自治大学、経済教育研究センター、メキシコ自治工科大学、マティアス・ロメロ研究所などで講師を務めた。
大使として1982年にアメリカ合衆国、1989年から1993年までイギリスに赴任した。またこれと同時に1982年から1988年までミゲル・デ・ラ・マドリ・ウルタード政権のもとメキシコ外務大臣を務めた。外務大臣として中米地域で平和活動を行う国際的な枠組みであるコンタドーラ・グループの設立に貢献し、また後にラ米・カリブ首脳会議の前身となる"Grupo de Ocho"の創設に尽力した。
1984年にフアン・カルロス1世よりアストゥリアス皇太子賞を、1985年にユネスコより国際シモン・ボリバル賞を授与された。
1996年に国連国際法委員会委員に選出され、2001年に同委員に再選された。
2006年2月6日に国際司法裁判所判事に任命され、2012年2月6日には同裁判所の副所長に任命された。